# Bathyphantes
Bathyphantes é um gênero de aranhas da família Linyphiidae.